# 達爾基斯
達爾基斯（英語：Dalkeith，/dæl.ˈkiːθ/，dal-KEETH）是位於蘇格蘭中洛錫安的一個城鎮。據2011年人口普查，達爾基斯有人口12,342人。達爾基斯可以分為四個不同的地區。

## 外部連結
- Dalkeith - Google Maps （页面存档备份，存于）
- Dalkeith History of SuperFast Broadband (or lack thereof) via BT forum （页面存档备份，存于）